# Morti nel 1982/Marzo
| Questa pagina contiene informazioni ricavate automaticamente dalle voci biografiche con l'ausilio del template Bio e di un bot. L'aggiornamento è periodico e automatico e ricostruisce completamente la pagina. Se manca una persona in questa lista, sei pregato di non aggiungerla, ma accertati piuttosto che la sua voce biografica contenga il template Bio e che i dati anagrafici siano correttamente compilati. Se il template Bio manca, inseriscilo tu stesso o, in alternativa, metti l'avviso {{tmp\|Bio}} che ne segnala la mancanza. Se i dati riportati sono sbagliati, correggi direttamente la voce biografica; le modifiche saranno visibili in questa lista entro pochi giorni. Per chiarimenti vedi il progetto biografie. La lista contiene solo le 103 persone che sono citate nell'enciclopedia e per le quali è stato implementato correttamente il template Bio. Pagina aggiornata al 3 mar 2024. |

- 1º marzo - Frank Sargeson, scrittore neozelandese (n. 1903)
- 2 marzo - Vittorio Accornero de Testa, illustratore, pittore e scenografo italiano (n. 1896)
- 2 marzo - Philip K. Dick, scrittore statunitense (n. 1928)
- 2 marzo - József Zilisy, calciatore ungherese (n. 1899)
- 3 marzo - Sepp Bradl, saltatore con gli sci austriaco (n. 1918)
- 3 marzo - Vittorio Dalla Volta, matematico italiano (n. 1918)
- 3 marzo - Raymond Oliver Faulkner, egittologo britannico (n. 1894)
- 3 marzo - Sarah Ferrati, attrice italiana (n. 1909)
- 3 marzo - Ivy Gordon-Lennox, nobildonna inglese (n. 1887)
- 3 marzo - Sekine Kankotan,  turca (n. 1922)
- 3 marzo - Georges Perec, scrittore francese (n. 1936)
- 3 marzo - Alan Villiers, navigatore, scrittore e fotografo australiano (n. 1903)
- 4 marzo - Willy Busch, calciatore tedesco (n. 1907)
- 4 marzo - Miguel Juárez, calciatore argentino (n. 1932)
- 4 marzo - Douglas Kertland, canottiere canadese (n. 1887)
- 5 marzo - John Belushi, attore, cantante e comico statunitense (n. 1949)
- 5 marzo - Heinz Heck, zoologo e biologo tedesco (n. 1894)
- 5 marzo - Salah Nasr al-Nagumi, politico e militare egiziano (n. 1920)
- 5 marzo - Giuseppe Porelli, attore italiano (n. 1897)
- 6 marzo - Guido Artom, scrittore e curatore editoriale italiano (n. 1906)
- 6 marzo - Ayn Rand, scrittrice, filosofa e sceneggiatrice statunitense (n. 1905)
- 6 marzo - Gleb Zachodjakin, compositore di scacchi russo (n. 1912)
- 7 marzo - Ida Barney, astronoma statunitense (n. 1886)
- 7 marzo - Konrad Wolf, regista cinematografico e sceneggiatore tedesco (n. 1925)
- 8 marzo - Walter Plunkett, costumista statunitense (n. 1902)
- 9 marzo - Zvi Yehuda Kook, rabbino e educatore russo (n. 1891)
- 9 marzo - Åge Spydevold, calciatore norvegese (n. 1925)
- 9 marzo - Giorgio Tinazzi, ciclista su strada italiano (n. 1936)
- 9 marzo - Carmelo Trasselli, storico italiano (n. 1910)
- 9 marzo - Leonid Osipovič Utësov, cantante, direttore d'orchestra e attore sovietico (n. 1895)
- 10 marzo - Leonid Kmit, attore sovietico (n. 1908)
- 10 marzo - Erik Larsson, fondista svedese (n. 1912)
- 10 marzo - Tadj ol-Molouk, regina iraniana (n. 1896)
- 11 marzo - Edmund Cooper, autore di fantascienza inglese (n. 1926)
- 11 marzo - João Henrique, pugile brasiliano (n. 1946)
- 11 marzo - Nikolaj Petrovič Kamanin, aviatore e generale sovietico (n. 1908)
- 12 marzo - Tanio Boccia, regista e sceneggiatore italiano (n. 1911)
- 12 marzo - Jukka Rangell, politico e economista finlandese (n. 1894)
- 13 marzo - William Fairhurst, scacchista e ingegnere britannico (n. 1903)
- 13 marzo - Clodo Feltri, politico italiano (n. 1896)
- 13 marzo - Marlise Ludwig, attrice teatrale e attrice cinematografica tedesca (n. 1886)
- 13 marzo - Ottavio Prosciutti, filologo classico italiano (n. 1908)
- 14 marzo - Robert Eberan von Eberhorst, ingegnere e progettista austriaco (n. 1902)
- 15 marzo - Ennio Lorenzini, regista italiano (n. 1934)
- 15 marzo - Elis Wiklund, fondista svedese (n. 1909)
- 16 marzo - Antonio Milani, militare e marinaio italiano (n. 1895)
- 16 marzo - Walter Rangeley, velocista britannico (n. 1903)
- 17 marzo - Chandler House, montatore e attore statunitense (n. 1904)
- 18 marzo - Alfredo Agosta, militare italiano (n. 1933)
- 18 marzo - Vasilij Ivanovič Čujkov, generale e politico sovietico (n. 1900)
- 18 marzo - Theo Fitzau, pilota automobilistico tedesco (n. 1923)
- 18 marzo - George More O'Ferrall, regista, produttore televisivo e produttore cinematografico britannico (n. 1907)
- 18 marzo - Charles Rampelberg, pistard francese (n. 1909)
- 18 marzo - Rolf Steffenburg, velista svedese (n. 1886)
- 19 marzo - Alan Badel, attore britannico (n. 1923)
- 19 marzo - Randy Rhoads, chitarrista e compositore statunitense (n. 1956)
- 19 marzo - Ben Scharnus, cestista statunitense (n. 1917)
- 19 marzo - Christopher Joseph Weldon, vescovo cattolico statunitense (n. 1905)
- 20 marzo - Leonid Cypkin, scrittore e medico sovietico (n. 1926)
- 20 marzo - Salvador Molina, ciclista su strada spagnolo (n. 1914)
- 20 marzo - Marco Tulli, attore italiano (n. 1920)
- 20 marzo - Marietta Šaginjan, scrittrice sovietica (n. 1888)
- 21 marzo - Mazlum Doğan, politico curdo (n. 1955)
- 22 marzo - Karin Aurivillius, chimica e cristallografa svedese (n. 1920)
- 22 marzo - Nicolas Farkas, direttore della fotografia, sceneggiatore e regista ungherese (n. 1890)
- 22 marzo - Pericle Felici, cardinale e arcivescovo cattolico italiano (n. 1911)
- 22 marzo - Bob Foster, pilota motociclistico britannico (n. 1911)
- 23 marzo - Sonny Greer, batterista statunitense (n. 1895)
- 23 marzo - Mario Praz, saggista, anglista e scrittore italiano (n. 1896)
- 24 marzo - Ken Harris, animatore e regista statunitense (n. 1898)
- 25 marzo - Goodman Ace, comico e giornalista statunitense (n. 1899)
- 25 marzo - Carlos Falp, pallanuotista spagnolo (n. 1913)
- 26 marzo - Sultan al-Atrash, rivoluzionario siriano (n. 1891)
- 26 marzo - Vittorio Borghesi, musicista italiano (n. 1921)
- 26 marzo - Lisette de Brinon,  francese (n. 1896)
- 26 marzo - Liana Del Balzo, attrice italiana (n. 1899)
- 26 marzo - Filip Hjulström, geografo svedese (n. 1902)
- 26 marzo - Bruno Knežević, allenatore di calcio e calciatore croato (n. 1915)
- 27 marzo - Vittorio Marullo di Condojanni, diplomatico italiano (n. 1907)
- 27 marzo - Betty Schade, attrice tedesca (n. 1895)
- 27 marzo - Leo Todeschini, militare italiano (n. 1916)
- 27 marzo - Giuseppe Tudisco, politico italiano (n. 1903)
- 28 marzo - William Francis Giauque, chimico statunitense (n. 1895)
- 28 marzo - Louis Grodecki, storico dell'arte francese (n. 1910)
- 28 marzo - Gastone Guidotti, diplomatico italiano (n. 1901)
- 28 marzo - Giuseppe Malaspina, marciatore e allenatore di atletica leggera italiano (n. 1910)
- 28 marzo - Mario Stua, calciatore e allenatore di calcio italiano (n. 1916)
- 29 marzo - Rudy Bond, attore statunitense (n. 1912)
- 29 marzo - Helene Deutsch, psicoanalista austriaca (n. 1884)
- 29 marzo - Walter Hallstein, politico tedesco (n. 1901)
- 29 marzo - Hector Heusghem, ciclista su strada belga (n. 1890)
- 29 marzo - Frederick George Mann, chimico britannico (n. 1897)
- 29 marzo - Carl Orff, compositore tedesco (n. 1895)
- 30 marzo - Dante Cleri, attore e cantante italiano (n. 1910)
- 30 marzo - Armando Filiput, ostacolista italiano (n. 1923)
- 30 marzo - Sergio Grieco, regista e sceneggiatore italiano (n. 1917)
- 30 marzo - Isabella Antonia von Croÿ, principessa tedesca (n. 1890)
- 30 marzo - Natale Menotti, partigiano e politico italiano (n. 1901)
- 30 marzo - Ruggero Tomaselli, botanico italiano (n. 1920)
- 30 marzo - Hassan al-Hakim, politico siriano (n. 1886)
- 31 marzo - Dave Clement, calciatore britannico (n. 1948)
- 31 marzo - Pone Kingpetch, pugile thailandese (n. 1935)
- 31 marzo - Joe Dundee, pugile statunitense (n. 1903)